# حقوق اداری جهانی

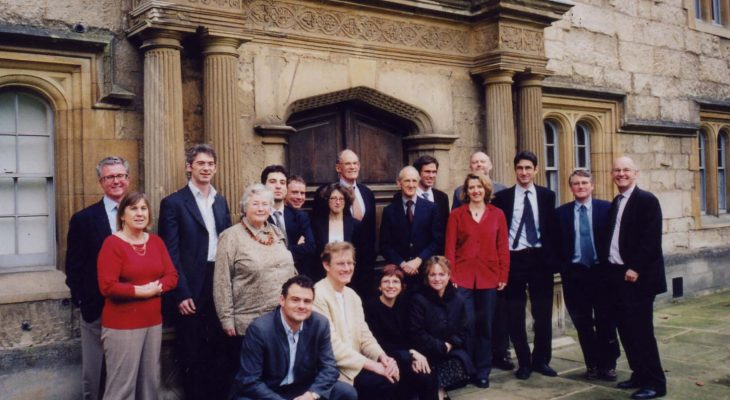
سمینار حقوق اداری جهانی در آکسفورد، 2005

حقوق اداری جهانی (Global Administrative Law) به عنوان یکی از رشته‌های نو ظهور علم حقوق و زیر مجموعه ای از حقوق عمومی می‌باشد. حقوق اداری جهانی یک حوزه در حال ظهور است که مبتنی بر بینشی دوگانه است: اکثر آنچه که معمولاً «حکومت جهانی» (Global Governance) نامیده می‌شود را می‌توان به‌طور دقیق به عنوان عمل اداری توصیف کرد؛ و به‌طور فزاینده ای چنین اقداماتی توسط اصول اداری، قوانین و مکانیزم‌های اداری، مخصوصاً در مورد مشارکت و همیاری، شفافیت، پاسخگویی و آنالیز داده‌ها، تنظیم می‌شود. سپس،GAL-Global administrative law، به ساختارها، رویه‌ها و استانداردهای هنجاری برای تصمیم‌گیری‌های نظارتی از جمله شفافیت، مشارکت و بررسی و مکانیزم‌های حاکم بر قانون گذاری برای اجرای این استانداردها اشاره دارد که به تشکیلات بین‌المللی متناظر می‌باشد؛ شبکه‌های نظارتی بین‌المللی غیررسمی؛ به تصمیمات قانونی دولت -ملت که که بخشی از ساختار حقوق بین‌الملل عمومی هستند نظارت می‌کند. تمرکز این حوزه بر روی محتوی خاص قوانین اساسی نیست بلکه کارکرد اصول موجود و ممکن، رویه‌ها و بازبینی و سایر مکانیسم‌های مربوط به پاسخگویی، شفافیت، مشارکت و اطمینان از قانونی بودن در حکومت جهانی است.